# Санта-Маргарита (Майорка)
Санта-Маргарита (ісп. Santa Margarita) — муніципалітет розташований на північному сході Балеарського острова Майорка, Іспанія. До муніципалітету Санта-Маргарита належать місця Кан-Пікафорт, Санта-Маргарита, Сон Серра де Маріна.